# Batyń
Batyń (deutsch Battin) ist ein Dorf im Powiat Świdwiński in der polnischen Woiwodschaft Westpommern. Es liegt 15 Kilometer nordöstlich der Kreisstadt Świdwin (Schivelbein) und gehört zur Landgemeinde Rąbino (Groß Rambin).

## Geschichte
Das pommersche Dorf Battin, ehemals dem Kreis Belgard zugeordnet, liegt in hügeliger Landschaft nördlich der bis zu 157 Meter hohen Battinischen Berge (heute: Batynski Góry). Zum Gemeindebezirk des früheren Guts- und Bauerndorfes gehörten die Vorwerke Karlsruh und Klein Damerow (Dąbrowka) sowie der Ritterkrug an der Straße nach Belgard (Białogard). 
Battin war ein altes Lehen der Familie von Podewils. 1628 gehörte es dem Erben von Anselm von Podewils, 1756 dem Hauptmann Ewald von Podewils, und danach dessen Sohn, dem Geheimen Legationsrat Ludwig Christian. 1776 ging es in den Besitz von Generalmajor Friedrich Wilhelm von Podewils über. Neben dem Gutshof mit einer großen Schäferei gab es noch sechs Bauern, einen Kossäten, einen Dorfschmied und eine Krugwirtschaft – insgesamt 18 Häuser. 
Nachdem Battin in Konkurs geraten wat, wurde es vom Belgarder Landrat Otto Bogislaff von Kleist zu Dubberow für 16.120 Taler erworben. Von der Familie von Kleist wurde Battin 1856 an C.J. Heyse verkauft, und als spätere Eigentümer werden die Namen Hosemann und Ponatz genannt.
Im Jahre 1890 bekam das Dorf mit dem Bau einer Straße direkten Anschluss in das fünf Kilometer entfernte Groß Rambin (Rąbino), das auch Bahnstation an der Reichsbahnstrecke Berlin – Stettin – Köslin – Danzig – Königsberg war. 
In den Jahren 1931/1932 erfolgte die Aufsiedlung, wobei das 675 Hektar große Gut Battin in 55 neue Siedlerstellen aufgeteilt wurde. 
Lebten im Jahre 1843 noch 214 Menschen in Battin, waren es 1910 bereits 301, und im Jahr 1939 wurden 451 Einwohner gezählt. Bis 1945 gehörte das Dorf zum Amtsbezirk Groß Rambin. Dort war auch das Standesamt ansässig. Amtsgerichtsbezirk war Belgard. Infolge des Zweiten Weltkrieges kam Battin zu Polen. Zwar blieb der Ort von Kampfhandlungen weitgehend verschont, doch erfolgte auch hier wie anderswo die Vertreibung der dort lebenden Bevölkerung.

## Kirche
Battin gehörte bis 1945 zum Kirchspiel Arnhausen (Lipie) im
Kirchenkreis Belgard der Kirchenprovinz Pommern in der Evangelischen Kirche der Altpreußischen Union. Als 1903 für Groß Rambin ein eigenes Pfarrvikariat geschaffen wurde, wurde Battin von dort aus kirchlich versorgt. 1914 war das Dorf dann Teil der neugeschaffenen Filialgemeinde Groß Rambin im Kirchspiel Arnhausen. Da Battin keine eigene Kirche hatte, wurden die Gottesdienste im Schulgebäude, später auch in Räumen des Gutshauses gehalten. Im Jahre 1927 wurde in Groß Rambin eine Kirche gebaut, die nun auch Gotteshaus für die Battiner wurde.
Die Kirche wurde nach 1945 an die Römisch-katholische Kirche in Polen übergeben. Letzter deutscher Pfarrer für das Kirchspiel Arnhausen war Egbert Zieger (1933–1945, zuletzt versah seine Frau Gerda Zieger die Amtsgeschäfte). Evangelische Einwohner des heutigen Batyń gehören zur Diecezja Pomorsko-Wielkopolska (Diözese Pommern-Großpolen) – mit
Sitz in Sopot (Zoppot) – der Kościół Ewangelicko-Augsburski (Luterański) w Polsce (Evangelische Kirche Augsburgischen (lutherischen) Bekenntnisses in Polen). Das zuständige Pfarramt befindet sich in Koszalin (Köslin). Gottesdienstorte sind Białogard und Świdwin.

## Schule
Im alten Schulgebäude war zuletzt eine Gastwirtschaft mit einem Kolonialwarenladen untergebracht. Letzter Schulleiter von Battin war Lehrer Walter Baumann. Die heutige für Batyń zuständige Schule befindet sich in Rąbino.